# Lloret de Mar
Lloret de Mar (in catalano standard pronunciato [ʎuˈɾɛt də ˈmaːɾ]) è un comune spagnolo di 38 373 abitanti della provincia di Girona, nella comunità autonoma di Catalogna.

## Storia
Il nome Lloret proviene dal latino “Laureatum” che significa pianta dell’alloro.
Si hanno le prime testimonianze storiche dell'esistenza di Lloret de Mar nel 966, attraverso i conti delle varie comarche istituite dai Franchi di Carlo Magno. Divenne autonomo nel 1001, quando Raimondo Borrell di Barcellona lo separò da Maçanet de la Selva.

## Geografia
È una località balneare della Costa Brava, che dista circa 40 km dall'aeroporto di Girona e 70 km dal capoluogo regionale, Barcellona.
La cittadina è divenuta meta di consistenti flussi turistici provenienti da tutta Europa. Le due spiagge principali, situate entrambe in posizione centrale, sono libere, relativamente ampie e molto curate.

## Sport
Dal 1994 Lloret de Mar è sede di uno dei più importanti tornei internazionali di pallacanestro organizzati dalla A.S. Eurobasket, con sede in Italia; questo torneo, che si svolge solitamente l'ultima settimana di giugno e la prima di luglio, è ormai diventato punto di riferimento per tante società da tutto il mondo e richiama migliaia di persone tra atleti, staff tecnici e tifosi al seguito.  
Lloret è stata sede del Rally di Catalogna dal 1991 al 2004.
Oltre all'importante torneo internazionale di pallacanestro e al Rally di Catalogna, Lloret de Mar vanta un'ampia offerta sportiva. Il comune dispone del complesso sportivo "Lloret Ciutat Esportiva", inaugurato nel 2010, che include una piscina olimpionica, campi da calcio, piste di atletica e un palazzetto polivalente. Gli sport acquatici rappresentano un'attrattiva fondamentale con scuole di vela, centri di immersione e competizioni di nuoto in acque libere. Dal 2008, la città ospita anche la "Lloret Night Trail", una corsa notturna che attira atleti da tutta Europa. Il club di calcio locale, CF Lloret, milita nelle divisioni regionali catalane.  

## Società

### Evoluzione demografica
Abitanti censiti